# Werner Bastke
Werner Bastke (fl. 1938–1943) war ein deutscher Fußballspieler.

## Karriere

### Vereine
Bastke gehörte Rot-Weiss Essen an, für den er von 1938 bis 1943 in der Gauliga Niederrhein, eine von zunächst 16, später auf 23 aufgestockten Gauligen zur Zeit des Nationalsozialismus als einheitlich höchste Spielklasse im Deutschen Reich, als Abwehrspieler Punktspiele bestritt. Mit dem zweiten Platz am Saisonende 1940/41 belegte er mit seiner Mannschaft die beste Platzierung.
Im 1935 eingeführten Wettbewerb um den Tschammerpokal, dem Pokalwettbewerb für Vereinsmannschaften, bestritt er im Zeitraum von 1938 bis 1942 acht Spiele. Sein Debüt gab er am 28. August 1938 beim 5:1-Erstrundensieg über den FC St. Pauli. Mit dem 3:2-Sieg über Werder Bremen am 11. September 1938 in der 2. Runde und dem 3:0-Sieg im Achtelfinale am 9. Oktober 1938 über Hertha BSC erreichte er mit seinem Verein die Ausscheidungsrunde Altreich im Rahmen des Viertelfinales, die am 6. November 1938 mit 2:3 n. V. gegen den SV Waldhof Mannheim verloren wurde. 1940 bestritt er die Begegnungen mit der Werkskampfgemeinschaft Edelstahl Krefeld und der Frankfurter Eintracht. 1941 unterlag er mit Rot-Weiss Essen bereits in der 1. Runde dem FC Schalke 04 mit 1:2 n. V., wie auch 1942 dem VfL Köln 1899 mit 2:5.

### Auswahlmannschaft
Als Spieler der Gauauswahlmannschaft Niederrhein nahm er 1942 am Wettbewerb um den Reichsbundpokal teil. Nachdem seine Mannschaft sich im Achtelfinale mit 3:1 über die Gauauswahlmannschaft Baden, im Viertelfinale mit 6:2 über die Gauauswahlmannschaft Kurhessen und im Halbfinale mit 1:0 über die Gauauswahlmannschaft Donau-Alpenland durchzusetzen wusste, bestritt er das am 15. November 1942 im Essener Uhlenkrugstadion mit 2:1 über die Gauauswahlmannschaft Nordmark gewonnene Finale.

## Erfolge
- Reichsbundpokal-Sieger 1942